# Елементи синоптичної карти

## Атмосферний тиск
Тригодинна тенденція
| Символ | Опис                                             | Символ | Опис                                                                                         |
| ------ | ------------------------------------------------ | ------ | -------------------------------------------------------------------------------------------- |
|        | Підвищення                                       |        | Підвищення з подальшим падінням                                                              |
|        | Підвищення з подальшою стабілізацією             |        | Стабілізація або підвищення, з подальшим падінням; падіння з подальшим пришвидшенням падіння |
|        | Падіння або стабілізація з подальшим підвищенням |        | Стабілізація                                                                                 |
|        | Падіння                                          |        | Падіння з подальшим підйомом                                                                 |
|        | Падіння з подальшою стабілізацією                |        |                                                                                              |

#### Розвиток погоди
| Символ | Код | Опис                                                                              | Ілюстрація |
| ------ | --- | --------------------------------------------------------------------------------- | ---------- |
|        | 00  | Розвиток хмар не спостерігається, або не спостерігався протягом останньої години. |            |
|        | 01  | Хмари розчиняються, або стають помітно меншими впродовж останньої години.         |            |
|        | 02  | Стан неба без змін протягом останньої години                                      |            |
|        | 03  | Хмари формуються і розвиваються протягом останньої години.                        |            |

## Вітер

### Швидкість вітру
Швидкість вітру позначається рисками на лінії напрямку вітру з того боку, з якого він дме. Нижче показано швидкість вітру для західного напрямку.
| Символ | Спостережувана | Спостережувана | Округлена | Округлена | Ілюстрація хвилюванням моря |
| Символ | вузли          | м/с            | вузли     | м/с       | Ілюстрація хвилюванням моря |
| ------ | -------------- | -------------- | --------- | --------- | --------------------------- |
|        | 0—2            | 0—1            | 0         | 0         |                             |
|        | 3—7            | 1,5—3,5        | 5         | 2,5       |                             |
|        | 8—12           | 4—6            | 10        | 5         |                             |
|        | 13—17          | 6,5—8,5        | 15        | 7,5       |                             |
|        | 18—22          | 9—11           | 20        | 10        |                             |
|        | 23—27          | 11,5—13,5      | 25        | 12,5      |                             |
|        | 28—32          | 14—15,5        | 30        | 15        |                             |
|        | 33—37          | 16,5—18,5      | 35        | 17,5      |                             |
|        | 38—42          | 19—21          | 40        | 20        |                             |
|        | 43—47          | 21,5—23,5      | 45        | 22,5      |                             |
|        | 48—52          | 24—26          | 50        | 25        |                             |
|        | 53—57          | 26,5—28,5      | 55        | 27,5      |                             |
|        | 58—62          | 29—31          | 60        | 30        |                             |
|        | 63—67          | 31,5—33,5      | 65        | 33        |                             |
|        | 98—102         | 50—52          | 100       | 51        |                             |
|        | 102—107        | 52—53,5        | 105       | 52,5      |                             |

### Інші рухи повітря
| Символ | Код | Опис | Ілюстрація |
| ------ | --- | --- | ---------- |
|        | 07  | Вітер піднімає пил або пісок поблизу метеостанції в годину спостереження, але без добре розвинених пилових вихорів і бур.              |            |
|        | 08  | Добре розвинені пилові та піщані вихори спостерігаються поблизу метеостанції впродовж останньої години, але не пилова, чи піщана буря. |            |
|        | 18  | Шквал(и) в полі зору за останню годину.                                                                                                |            |
|        | 19  | Смерч(і), торнадо, воронки з хмар протягом останньої години.                                                                           |            |

### Туман
| Символ | Код | Опис | Ілюстрація |
| ------ | --- | --- | ---------- |
|        | 04  | Зменшена видимість через задимлення                                                                             |            |
|        | 05  | Імла |            |
|        | 10  | Серпанок |            |
|        | 28  | Окремі клапті туману на станції, не товще 2 м                                                                   |            |
|        | 12  | Більш-менш щільний неглибокий туман на станції, не товще 2 м                                                    |            |
|        | 28  | Туман або крижаний туман, що спостерігався протягом останньої години                                            |            |
|        | 40  | Туман на відстані під час спостереження, але не на станції протягом попередньої години, який підіймається вгору |            |
|        | 41  | Клапті туману                                                                                                   |            |
|        | 42  | Туман, що тоншав впродовж попередньої години, небо прояснене                                                    |            |
|        | 43  | Туман, що тоншав впродовж попередньої години, небо затемнене                                                    |            |
|        | 44  | Туман без змін впродовж попередньої години, небо прояснене                                                      |            |
|        | 45  | Туман без змін впродовж попередньої години, небо затемнене                                                      |            |
|        | 46  | Туман, що густішав впродовж попередньої години, небо прояснене                                                  |            |
|        | 47  | Туман, що густішав впродовж попередньої години, небо затемнене                                                  |            |
|        | 48  | Туман із памороззю, небо прояснене                                                                              |            |
|        | 49  | Туман із памороззю, або крижаний туман, небо затемнене                                                          |            |